# Pomnik poległych w czasie I wojny światowej w Parku im. Miasta Roth w Raciborzu
Pomnik poległych w czasie I wojny światowej – pomnik w Raciborzu zaprojektowany w 1926 roku przez prof. Hansa Dammanna na terenie katolicko-ewangelickiego cmentarza przy ulicy Opawskiej (obecnie park im. Miasta Roth), do dziś przetrwały jedynie balustrady z ławami.

## Historia
Pomnik znajduje się na zachód od stawu. Monument został zaprojektowany w 1926 roku przez rzeźbiarza, prof. Hansa Dammanna i został poświęcony pamięci żołnierzy, którzy polegli podczas I wojny światowej. Do dziś przetrwały boczne balustrady z ławami, a środkiem przebiega jedna ze ścieżek parku.
13 września 1925 roku podczas I Górnośląskiej Olimpiady, która odbywała się w Raciborzu, pochód zmierzający na nowe kąpielisko miejskie zatrzymał się na cmentarzu, gdzie przy pomniku poległych podczas I wojny światowej oraz wojny francusko-pruskiej uczczono pamięć zmarłych.

## Opis
Pomnik o szerokości 12 metrów został wykonany z szarego i czerwonego piaskowca. W jego centralnej części znajdował się krzyż o wysokości 3,55 metra umieszczony na dwumetrowym postumencie. Na tle krzyża znajdowała się rzeźba Michała Archanioła, której wysokość wynosiła 2,6 metra. Postać Archanioła opierała ręce na niemal dwumetrowym mieczu. Po lewej i prawej stronie rzeźby znajdowały się balustrady z ławami, na których zakończeniu leżały niemieckie hełmy.